# Liste der Mitglieder der Landstände von Waldeck und Pyrmont 1814
Diese Liste nennt die Mitglieder der Landstände von Waldeck und Pyrmont 1814.

## Einleitung

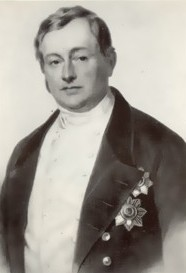
Fürst Georg II. von Waldeck-Pyrmont

Am 28. Januar 1814 erließ Fürst Georg Heinrich eine Verfassung, das Organisationsedikt. In dieser oktroyierten, d. h. ohne Mitwirkung der Stände oder des Volkes zustande gekommenen Verfassung vollzog Georg Heinrich die staatsrechtliche Vereinigung des Fürstentums Waldeck mit dem seit 1807 als Fürstentum bezeichneten Pyrmont. Er bestätigte die Rechte der Waldeckschen Landstände und wies an, dass nun auch vier Mitglieder aus Pyrmont diesen beigeordnet werden sollten.
Der so bestimmte Landtag trat am 14. Februar 1814 in Arolsen zusammen und wurde am 15. Februar offiziell eröffnet. Nach Abschluss der Beratungen wurde die Übereinkunft (Konvention) von Ständen und Fürst am 3. Juli 1814 durch den Fürsten genehmigt und veröffentlicht.

## Liste
Die so bestimmten Mitglieder waren:
| Fürstentum | Abgeordneter                               | Wohnort                       | Stand           | Anmerkungen |
| ---------- | ------------------------------------------ | ----------------------------- | --------------- | --- |
| Waldeck    | Justus Braun                               | Freienhagen                   | kleinere Städte | |
| Waldeck    | Alexander Felix von Dalwigk zu Lichtenfels | auf Züschen                   | Ritterschaft    | Landstand ab 1810, er nahm am Landtag nicht teil |
| Waldeck    | Carl Friedrich von Dalwigk                 | auf Campf und Sand            | Ritterschaft    | Landstand ab 1810, er nahm am Landtag nicht teil |
| Waldeck    | Christoph Emde                             | Züschen                       | kleinere Städte | |
| Waldeck    | Carl Engelhard                             | Mengeringhausen               | Bürgermeister   | Landstand ab 1810 |
| Waldeck    | Friedrich Gercke                           | Rhoden                        | kleinere Städte | |
| Pyrmont    | Friedrich Hamann                           | Großenberg                    | Güterbesitzer   | |
| Waldeck    | Ludewig von Hanxleden                      | auf Gershausen                | Ritterschaft    | Landstand bereits vor 1814, er nahm am Landtag nicht teil |
| Waldeck    | Johann Hertzog                             | Waldeck                       | kleinere Städte | |
| Waldeck    | Burghard Hoos                              | Altwildungen                  | kleinere Städte | |
| Waldeck    | George Ise                                 | Landau                        | kleinere Städte | |
| Pyrmont    | Wilhelm Klapp                              | Pyrmont                       | Gelehrte        | |
| Waldeck    | Friedrich von Leliwa                       | auf Freienhagen (Burggut)     | Ritterschaft    | Landstand ab 1799 |
| Waldeck    | Johann Jacob Leonhardi                     | auf Mengeringhausen (Burggut) | Ritterschaft    | Landstand ab 1781, er nahm vom 15. bis 28. Februar nicht an den Beratungen teil                                                                              |
| Waldeck    | Philipp Menckel                            | Sachsenberg                   | kleinere Städte | |
| Waldeck    | Carl Theodor Milchling von Schönstadt      | auf Helmighausen              | Ritterschaft    | |
| Waldeck    | Wilhelm Müller                             | Sachsenhausen                 | kleinere Städte | |
| Waldeck    | Theodor Neumann                            | Korbach                       | Stadtsekretär   | Landstand ab 1811, er schied am 25. Februar aus dem Landtag aus, da er in das Staats-Komitee berufen wurde und damit als Stadtsekretär von Korbach ausschied |
| Waldeck    | Carl von Padberg                           | auf Ottlar (Helmighausen)     | Ritterschaft    | Landstand ab 1810 |
| Waldeck    | Johann Henrich von Rhena                   | auf Rhena                     | Ritterschaft    | Landstand bereits vor 1814. Er fehlte beim Landtag krankheitshalber und verstarb am 3. März 1814                                                             |
| Waldeck    | Friedrich Rothe                            | Korbach                       | Stadtsekretär   | Er nahm am eigentlichen Landtag nicht teil, wirkte aber ab dem 17. April 1814 im Umlaufverfahren mit                                                         |
| Waldeck    | Franz Schaaf                               | Fürstenberg                   | kleinere Städte | |
| Waldeck    | Henrich Schalck                            | Niederwildungen               | Bürgermeister   | Landstand ab 1805 |
| Waldeck    | Daniel Schreiber                           | auf Lengefeld (Eilhausen)     | Ritterschaft    | Landstand ab 1812 |
| Waldeck    | Louis Seehausen                            | Niederwildungen               | Stadtsekretär   | Landstand ab 1797 |
| Waldeck    | Carl August Severin                        | auf Mengeringhausen (Freigut) | Ritterschaft    | Landstand ab 1801 |
| Waldeck    | Christian Speirmann                        | auf Cappel (Arolsen)          | Ritterschaft    | Landstand vor 1814. Er nahm nur am 15. Februar am Landtag teil                                                                                               |
| Pyrmont    | Carl Steinmeyer                            | Oesdorf                       | Güterbesitzer   | |
| Waldeck    | Wilhelm Waldeck                            | Korbach                       | Bürgermeister   | Landstand 1787 bis 1790 und ab 1806 |
| Waldeck    | Theodor Waldschmidt                        | Mengeringhausen               | Stadtsekretär   | Landstand ab 1801 |
| Waldeck    | Heinrich Ernst Wigand                      | Korbach                       | Bürgermeister   | Er nahm am eigentlichen Landtag nicht teil, wirkte aber ab dem 17. April 1814 im Umlaufverfahren als Nachfolger von Wilhelm Waldeck mit                      |
| Pyrmont    | Friedrich Ludwig Windel                    | Pyrmont                       | Gewerbestand    | |
| Waldeck    | Louis von Zerbst                           | auf Goddelsheim II            | Ritterschaft    | War Regierungschef der Regierung von Waldeck-Pyrmont. Nahm vom 15. bis 25. Februar nicht an dem Landtag teil                                                 |